# Paul Huybrechts (journalist)
Paul Huybrechts (1946) is een Belgisch journalist en voorzitter van de Vlaamse Federatie van Beleggers.

## Biografie

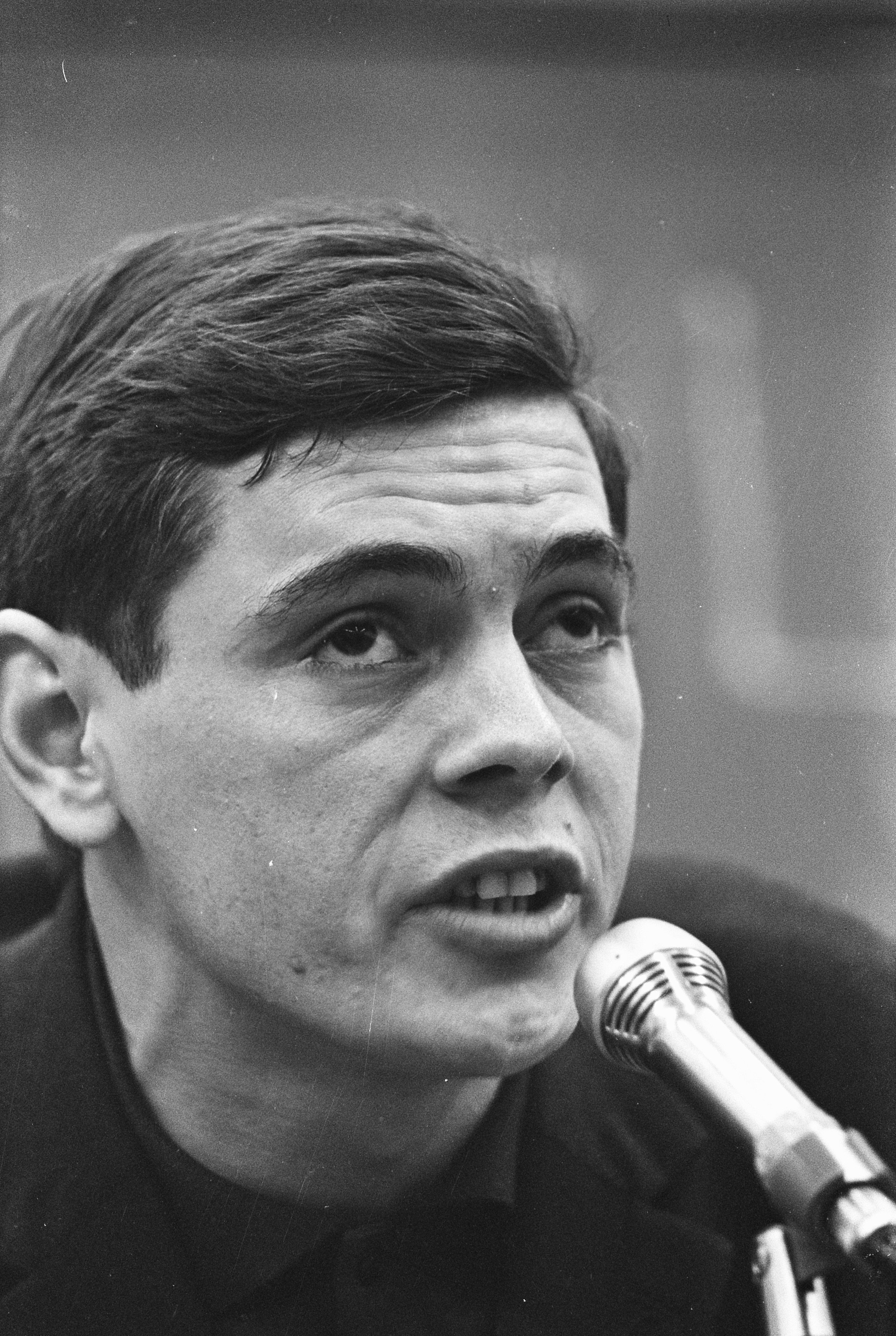
Staking Vlaamse studenten te Leuven in 1968, Paul "Pol" Huybrechts

Huybrechts studeerde tussen 1966 en 1970 politieke en sociale wetenschappen aan de Katholieke Universiteit Leuven. Na zijn studies ging hij gedurende zes jaar als arbeider werken bij Bayer in Antwerpen. In 1977 werd hij als journalist aangenomen voor De Morgen. Later werkte hij ook voor de De Financieel-Economische Tijd.
Tussen 1991 en 2002 werd hij algemeen directeur van de uitgeverij De Tijd.
In 2006 is hij publicist. 
In 2007 werd hij voorzitter van de Vlaamse Federatie van Beleggers (VFB).
Hij is getrouwd met de televisiepresentatrice Frieda Van Wijck.

## Werken
- 2004: "An Apple A Day, een lang leven gezond", met Hendrik Cammu
- 2006: "Naar Grijsland. De uitvaart van onze welvaart", met Koen De Leus
- 2006: "SOS NMBS. In het spoor van Karel Vinck" (ISBN 90 5240 891 2)